# 대서양고등어
대서양고등어(大西洋皐登魚; 영어: Atlantic mackerel, 학명: Scomber scombrus)는 북대서양 양 연안(북아메리카쪽과 유럽쪽 모두)에 서식하는 원양 어종이다. '보스턴고등어'라고도 하나 영어권 국가에서는 그냥 '고등어(mackerel)'이라고도 한다. 유럽 국가, 특히 영국이나 노르웨이의 생선가게에서 보이는 고등어는 거의 이 어종이라고 보면 된다. 최근에는 대한민국에도 이 어종이 꽤 많이 수입되어 있다.
대서양고등어는 영국 해역에서 잡히는 십여 종 가량의 흔한 어종 중 하나이다. 특히 여름철에 작은 물고기와 새우를 쫓아다니며 거대한 떼로 이동하는 모습은 매우 흔한 광경이다.
한대(냉대) 또는 온대 수역에 많이 분포하며, 해수면 가까이에 거대한 무리를 이룬다. 수심이 깊은 곳에 겨울을 지내지만 봄이 다가와 수온이 섭씨 11~14도 정도 되면 해변 가까이 다가간다.
영국 해협과 북해를 비롯한 북동부 대서양 일대에서는 1960년대 이후 과도한 어획으로 개체수가 많이 줄어들었다.
수컷과 암컷은 거의 비슷한 정도로 성장하며, 최장 수명은 20살 정도이다. 최대 신장은 47cm 정도이다. 대부분의 대서양 고등어는 3살 무렵에 성적으로 성숙해진다.
대서양고등어는 참고등어(Scomber japonicus)와 여러모로 유사하나, 고등어와 다르게 부레가 없으며 등빛에 녹색기운이 섞여있고 줄무늬가 상대적으로 덜 선명한 고등어에 비해 대서양고등어는 등이 새파랗고 줄무늬가 매우 선명하다는 점에서 차이가 있다.

## 음식
대서양고등어는 여러가지로 요리되거나 사시미로 뜨기도 한다. 고등어살은 붉고 강한 풍미가 있어 일부 사람들은 이를 즐겨찾는다. 비타민 B12가 매우 풍부하며 오메가 3도 아주 풍부해서 그 함유량이 연어의 2배 정도이다. 또한 수은 함유량이 매우 적어 EPA의 권고안에서는 최소 일주일에 두 번 섭취할 수 있다고 설명한다.
비록 대서양고등어가 유럽 해역에서 많이 줄어들어기는 하지만, 미국 해역에서는 1970년대의 과도한 어획에도 불구하고 적절한 수준의 개체수가 유지되고 있다.
주로 스칸디나비아권이나 영국에서는, 토마토 소스가 담겨진 통조림 고등어는 흔히 샌드위치 재료로도 쓰인다.